# Miss Mundo Dominicana 2013
El Miss Mundo Dominicana 2013 fue el 6 de agosto de 2013 en el Renaissance Auditorio de Festival del Hotel Jaragua, Santo Domingo, República Dominicana. La ganadora representará a la República Dominicana en el Miss Mundo 2013; Miss República Dominicana Internacional irá al Miss Internacional 2013; la Miss Tierra República Dominicana irá al Miss Tierra 2014; la Miss República Dominicana Supranacional irá al Miss Supranacional 2014;  y la Miss TQI República Dominicana irá al Miss Turismo Reina Internacional 2013;  El resto de los semifinalistas se destinará a otros certámenes internacionales, que son: Reinado Internacional del Café 2014, Miss Atlántico Internacional 2015, Reina Mundial del Banano 2014, Miss Globe International 2013, y Miss Mesoamérica 2014. La ganadora fue coronada por Sally Aponte, Miss Mundo Dominicana 2012.

## Resultados
| Resultados Final                        | Candidata |
| --------------------------------------- | --- |
| Miss Mundo Dominicana 2013              | Com. Dom. En EE.UU - Joely Bernat |
| Miss República Dominicana Internacional | Provincia Santiago - Carmen Múñoz |
| Miss Tierra República Dominicana        | Duarte - Cheryl Ortega |
| Miss República Dominicana Supranacional | Ciudad Santiago - Marcela Henríquez |
| Miss TQI República Dominicana           | Distrito Nacional - Génesis Rodríguez |
| Top 10                                  | La Altagracia - Alba Aquino San Juan - Dorimi Pineda San Pedro de Macorís - Katherine Sánchez Santo Domingo Este - Birda Trinidad Santo Domingo Norte - Lussy Mejía |

### Reinas Regional
| Región   | Candidata                             |
| -------- | ------------------------------------- |
| Cibao    | Provincia Santiago - Carmen Múñoz     |
| Exterior | Com. Dom. En EE.UU - Joely Bernat     |
| Oriental | Distrito Nacional - Génesis Rodríguez |
| Sur      | San Juan - Dorimi Pineda              |

### Premios de Cualificación
Top Model* - Joely Bernat (Com. Dom. En EE.UU)

Multimedia* - Joely Bernat (Com. Dom. En EE.UU)

Miss Más Deportivo* - Joely Bernat (Com. Dom. En EE.UU)

Mejor Talento* - Marcela Henríquez (Ciudad Santiago)

Belleza con un Propósito* - Birda Trinidad (Santo Domingo Este)

Miss Cuerpo de la Playa* - Cheryl Ortega (Duarte)
*Premiado y colocada en las semifinalistas
.

### Premios especiales
Mejor Rostro (votado por la organización de Miss República Dominicana) - Génesis Rodríguez (Distrito Nacional)

 Mejor Traje Típico (votado por el diseñador oficial del certamen) - Génesis Rodríguez (Distrito Nacional)
Carmen Muñoz (Santiago Provincial)

 Mejor Cabellera (votado por el diseñador oficial del certamen) - Birmania Adames (Monseñor Nouel)

 Mejor Ojos (votado por el diseñador oficial del certamen) - Cheryl Ortega (Duarte)

 Miss Comunicación (votado por la organización de Miss República Dominicana) - Lussy Mejía (Santo Domingo Norte)

 Miss Fotogénica (votado por el fotógrafo oficial del certamen) - Birda Trinidad (Santo Domingo Este)

 Miss Simpatía (votado por la concursantes del Miss Mundo Dominicana) - Lussy Mejía (Santo Domingo Norte)

## Candidatas Oficiales
| Representa                  | Candidata                        | Edad | Altura          | Oriunda                    | Región   |
| --------------------------- | -------------------------------- | ---- | --------------- | -------------------------- | -------- |
| Azua                        | Nadiuska Méndez                  | 22   | 1,68 m (5′ 6″)  | Santo Domingo              | Sur      |
| Barahona                    | Susana Marie Mateo Schwarz       | 18   | 1,74 m (5′ 9″)  | Santa Cruz de Barahona     | Sur      |
| Ciudad Santiago             | Marcela Henríquez Demallistre    | 21   | 1,79 m (5′ 10″) | Santiago de los Caballeros | Cibao    |
| Com. Dom. En Estados Unidos | Joely Bernat Rodríguez           | 24   | 1,82 m (6′ 0″)  | Bronx                      | Exterior |
| Distrito Nacional           | Génesis Rodríguez Rueckschnatt   | 18   | 1,72 m (5′ 8″)  | Santo Domingo              | Oriental |
| Duarte                      | Cheryl Altagracia Ortega Polanco | 19   | 1,76 m (5′ 9″)  | San Francisco de Macorís   | Cibao    |
| Haina                       | Anghely Altagracia Pérez Germán  | 20   | 1,83 m (6′ 0″)  | Bajos de Haina             | Sur      |
| La Altagracia               | Alba Marina Aquino Marte         | 23   | 1,74 m (5′ 9″)  | Salvaleón de Higüey        | Oriental |
| La Vega                     | Ivette Gutiérrez Najri-Hasbún    | 23   | 1,77 m (5′ 10″) | Jarabacoa                  | Cibao    |
| Monseñor Nouel              | Birmania Adames Schwartz         | 22   | 1,70 m (5′ 7″)  | Bonao                      | Cibao    |
| Provincia Santiago          | Carmen Múñoz Guzmán              | 21   | 1,81 m (5′ 11″) | Licey al Medio             | Cibao    |
| Puerto Plata                | Marbely Julissa Mendoza Naar     | 24   | 1,85 m (6′ 1″)  | Sosúa                      | Cibao    |
| Samaná                      | Laira Julissa Ynoa Andrickson    | 18   | 1,80 m (5′ 11″) | Imbert                     | Cibao    |
| San Cristóbal               | Magdelainy Marena Pérez Germán   | 20   | 1,83 m (6′ 0″)  | Bajos de Haina             | Sur      |
| San Juan                    | Dorimi Pineda Santana            | 20   | 1,78 m (5′ 10″) | Azua de Compostela         | Sur      |
| San Pedro de Macorís        | Katherine Sánchez Amechazurra    | 24   | 1,81 m (5′ 11″) | Santo Domingo              | Oriental |
| Santo Domingo Este          | Birda Massiel Trinidad Ten       | 19   | 1,77 m (5′ 10″) | Santo Domingo Este         | Oriental |
| Santo Domingo Norte         | Lussy Margarita Mejía Durán      | 24   | 1,74 m (5′ 9″)  | Santo Domingo Norte        | Oriental |
| Valverde                    | Anna María Ieromazzo Pittaluga   | 20   | 1,78 m (5′ 10″) | Santo Domingo              | Cibao    |